# Jakub Józef Orliński
Pour les articles homonymes, voir Orlinski.
Jakub Józef Orliński, né le 8 décembre 1990 à Varsovie, est un contreténor polonais. Il est également danseur de break dance.

## Biographie

### Formation
Jakub Józef Orliński étudie à l'université de musique Frédéric-Chopin de Varsovie et en sort diplômé d'une maîtrise en 2012. Dès 2011, il participe à des compétitions de chant lyrique en Europe et aux États-Unis et décroche des prix, notamment au Concours international de musique ancienne de Poznań (2011), au Concours international Rudolf-Petrák de Žilina (2012) et au 6e DEBUT European Opera Singing Competition (château de Weikersheim). En 2012, il suit la formation Akademia Operowa du Teatr Wielki, l'Opéra national de Varsovie. Il acquiert de l'expérience scénique au Collegium Nobilium (Varsovie) en interprétant les rôles de seconde sorcière dans Dido and Æneas (en français : Didon et Énée) et d'Ariel dans The Tempest, deux œuvres d'Henry Purcell.
Entre 2014 et 2015, il chante les rôles principaux de trois opéras de Haendel : Ruggiero dans Alcina au théâtre d'Aix-la-Chapelle et au Staatstheater de Cottbus et Narcisse dans Agrippina à l'Opera Kameralna (Varsovie). Il interprète Philippus dans Der Misslungene Braut-Wechsel oder Richardus I. de Georg Philipp Telemann au Stadttheater de Gießen. Il s'agit d'une adaptation de Riccardo Primo de Haendel. À l'opéra de Leipzig, il chante une série d'airs choisis de Henry Purcell dans le cadre d'un ballettabend.
En 2015, il devient élève chez Edith Wiens (en) à la Juilliard School de New York et participe aux masterclasses de Pablo Heras-Casado où il interprète des œuvres de Cavalli, Dove et Haendel. Il remporte le premier prix de la Marcella Sembrich International Voice Competition ainsi que celui de l'Oratorio Society of New York en 2016. Il finit finaliste des Metropolitan Opera National Council Auditions (en), la compétition du Metropolitan Opera.

### Révélation et succès sur YouTube
Durant la saison 2016/2017, Orliński chante Le Messie de Georg Friedrich Haendel au Carnegie Hall et des œuvres de Vivaldi et Haendel durant le Händel-Festspiele Karlsruhe (de).
En juillet 2017, il joue Orimeno dans Erismena (en) de Francesco Cavalli, dans le cadre de la 70e édition du Festival d'Aix-en-Provence avant de réitérer à l'Opéra royal du château de Versailles et au Théâtre Gérard Philipe de Saint-Denis. 
Sa prestation à Aix le révèle au grand public. Il est alors invité dans une émission de France Musique à chanter Vedro con mio diletto, extrait de l'opéra Giustino de Vivaldi. À cette occasion, il demande des précisions au sujet du code vestimentaire, il lui est répondu : « c'est de la radio, personne ne te verra ». Au vu des températures estivales, il décide de porter une chemise à carreaux, un bermuda et des sneakers. Le pianiste, Alphonse Cemin, en fait de même, portant une chemise lâche, un bermuda, et jouant du piano en tongs. Ils ne réalisent pas qu'ils se produiront devant un public, et qu'une captation vidéo sera faite. Au delà d'une interprétation parfaite de l'air, ce style sportif a contribué au succès de la vidéo sur YouTube qui comptabilise plus de 11 000 000 vues en mai 2024, la plaçant parmi les vidéos de contreténors les plus regardées.

### Carrière
À l'automne 2017, il chante le rôle titre dans Rinaldo de Haendel à l'Opéra de Francfort.
Il chante Il pomo d'oro (en) avec le Houston Symphony et le Originalklang-Ensemble, ainsi qu'avec le chœur Musica Sacra (New York City) (en). Il rejouera à l'Oratorio Society, lieu où il décroche un prix en 2015.
Il a été annoncé qu'il interprétera le Stabat Mater de Pergolèse avec Katherine Watson à Paris en février 2019 et Agrippina avec Joyce DiDonato en mai à Paris, Barcelone et Madrid.
En 2022, saison importante :
- Orphée et Eurydice[11] de Christoph Willibald Gluck au Théâtre des Champs-Élysées, les 21, 23, 25, 27, 29 septembre et 1er octobre. On retrouve à la baguette le très raffiné Thomas Hengelbrock, à la tête de son Balthasar Neumann Ensemble et à la mise en scène Robert Carsen, avec Regula Mühlemann et Elena Galitskaïa[12].
- Orphée et Eurydice (Opéra en concert) avec l'Orchestre symphonique de la NDR, à l'Elbphilharmonie, le 3 octobre.
- Orphée et Eurydice (Opéra en concert) avec le Chœur et Ensemble Balthasar-Neumann (de), à l'Opéra d'État de Hambourg, le 5 octobre.
- Orphée et Eurydice (comme Orphée)[13], au San Francisco Opera, les 15, 18, 20 & 26 novembre, 1er décembre 2022[14],[15].

- En juin 2022 il donne un concert à l'église Saint-Germain-des-Prés à Paris organisé dans le cadre du festival de Paris sous la direction de Michèle Reiser.
- Il est accompagné par l'ensemble «Il giardino d'Amore» placé sous la direction de Stefan Plewniak également au violon.

Au programme Vivaldi et Haendel.
Concert retransmis par Canal+ en janvier 2023.
Le 26 juillet 2024, il participe à la Cérémonie d'ouverture des Jeux olympiques d'été de 2024 à Paris, durant laquelle il exécute quelques pas de break-dance avant de chanter Viens, Hymen, de Jean-Philippe Rameau,.

## Prix
En 2019, il reçoit le Gramophone Classical Music Awards du meilleur jeune artiste.
En janvier 2020, il remporte le passeport de Polityka dans la catégorie musique classique pour 2019
Le 15 aout 2024,  il est décoré dans l'ordre Gloria artis , niveau or, par le ministère de la culture polonais. 

## Break danseur
Orliński est également break danseur et a participé à quelques compétitions. Au Red Bull BC One de Pologne, il finit à la quatrième place des cyphers. Il finit deuxième des catégories Stylish Strike-Top Rock Contest et Style Control.
Il apparaît dans diverses campagnes publicitaires pour Levi’s, Nike, Turbokolor, Samsung, Mercedes-Benz, MAC Cosmetics, Danone et Algida.

## Albums
- 2018 : 
  - Jakub Józef Orliński et Natalia Kawalek[23], Enemies in Love, Il giardino d'amore, CD (ASIN B078Y34WRC)
  - Anima Sacra, Erato, Warner Classics, CD (ASIN B07FQ6XPTV)
- 2019 : Facce d'Amore, Erato, Warner Classics, CD (ASIN B07XJD55GW)
- 2021 : Anima Aeterna, Erato, Warner Classics, CD (ASIN B096YX3BP1) - Anima Aeterna, Album vinyle (ASIN B096ZLPJWL)
- 2022 : 
  - Vivaldi : Stabat Mater, Erato, Warner Classics, CD (ASIN B09PM98J1D)
  - Farewells (Polish Songs), Erato, Warner Classics, CD (ASIN B09V5QTB9W) - Farewells (Polish Songs), Album vinyle (ASIN B09V5RRKJF)
- 2023 : 
  - Orfeo e Euridice - Version de Vienne, 1762. Avec Elsa Dreisig et Fatma Saïd, Erato
  - Beyond, Erato, Warner Classics, CD (ASIN B0CBMJRS24)

## Distinctions
- Médaille d’or du Mérite culturel polonais Gloria Artis (2024)